# Two Man Sound
Two Man Sound est un trio musical belge des années 1970 et du début des années 1980, dont le style est un mélange de rythmes brésiliens (samba et bossa nova) et de musique disco. Leurs plus grands succès sont Charlie Brown et Disco samba, un medley de nombreux classiques de la musique latino-américaine.

## Histoire
Le groupe est constitué de trois musiciens Lou Deprijck, Sylvain Vanholme et Yvan Lacomblez (dit « Pipou »).
Deprijck s'est fait connaître dans plusieurs pays européens pour son travail avec son autre groupe Lou and the Hollywood Bananas, qui a produit le titre ska Kingston, Kingston et remporté avec un certain succès en Europe en 1978. 
Sylvain Vanholme était auparavant guitariste du groupe Wallace Collection, rendu célèbre par son titre Daydream, dont il a été l'un des compositeurs. Il a d'ailleurs écrit un nombre considérable de succès pour d'autres groupes belges.
Deux des membres du groupe, Yvan Lacomblez et Lou Deprijck, ont également écrit et produit le succès international de leur compatriote Plastic Bertrand, Ça plane pour moi,.
En 1979, le groupe compose et interprète l'un de leurs derniers titres, Que Tal America, classé no 46 dans le UK Singles Chart.

## Discographie
- 1972 : Rubo Negro (Pink Elephant)
- 1973 : Vini vini (Pink Elephant)
- 1975 : Charlie Brown (Vogue)
- 1976 : So fla - fla (Vogue)
- 1977 : Oye come va (WEA)
- 1978 : Disco samba (Vogue) (avec la chanson Brigitte Bardot)
- 1980 : Two Man Sound (Vogue)
- 197? : The Best of (EMI)
- 1990 : CD The Best of (Ariola)